# Сан Лорензо (Калифорнија)
Сан Лорензо (енгл. San Lorenzo) насељено је место без административног статуса у америчкој савезној држави Калифорнија.

## Демографија
По попису из 2010. године број становника је 23.452, што је 1.554 (7,1%) становника више него 2000. године.
| Група             | 2000.          | 2010.         |
| Белци             | 11.475 (52,4%) | 7.592 (32,4%) |
| Афроамериканци    | 616 (2,8%)     | 1.136 (4,8%)  |
| Азијати           | 3.389 (15,5%)  | 5.054 (21,6%) |
| Хиспаноамериканци | 5.398 (24,7%)  | 8.843 (37,7%) |
| Укупно            | 21.898         | 23.452        |